# Tuhovișta, Blagoevgrad
Tuhovișta (în bulgară Туховища) este un sat în comuna Satovcea, regiunea Blagoevgrad, Bulgaria, localizat în munții Rodopi, la 2 km de granița cu Grecia.

## Demografie
Componența etnică a satului Tuhovișta
     Nicio identificare (4,48%)
     Bulgari (88,57%)
     Altele (6,93%)
La recensământul din 2011, populația satului Tuhovișta era de 735 locuitori. Din punct de vedere etnic, majoritatea locuitorilor (88,57%) erau bulgari. Pentru 4,48% din locuitori nu este cunoscută apartenența etnică.